# Саго

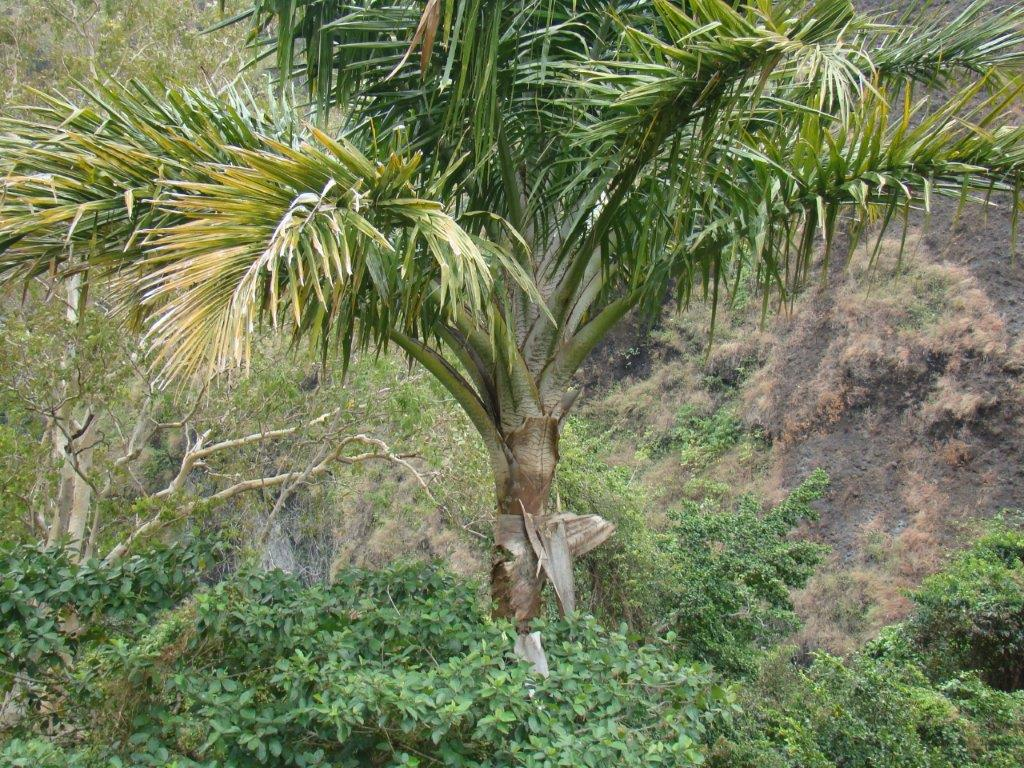
Саговая пальма

Са́го — пищевой продукт, получаемый из ствола саговой и других пальм, а также саговника поникающего. Употребляется в пищу с незапамятных времён; преимущественно в Юго-Восточной Азии и Океании. Производится из сердцевины пальмы, которую затем очищают и едят сырой либо в составе других блюд, основных или на сладкое. В питательном отношении почти полностью состоит из углеводов и почти не содержит белка.

## История
История использования саго малоизучена, несмотря на то, что оно было важнейшим продуктом питания во время заселения островов Юго-Восточной Азии и юго-западной части Тихого океана. Легенды меланау говорят, что они ели саго «всегда», хотя основу их рациона составляет рис. Археологи расходятся в оценках того, когда точно народы тихоокеанских островов начали употреблять его в пищу — в доисторическое ли время, или же уже после перехода к земледелию. Первое европейское описание саго находится в путевых заметках Марко Поло, составленных во время путешествия по Индонезии. Помимо Океании, саго употребляли в танском Китае. В Европе стало известно со времён эпохи Ренессанса и некоторое время фигурировало под названием «флорентийский жемчуг». В Западном полушарии важность саго была намного ниже, хотя известно, что оно используется несколькими народами Венесуэлы и спасало парагвайских крестьян во время голода после войны Парагвая против Бразилии, Аргентины и Уругвая.
По состоянию на 1980-е годы крупнейшие посадки саговой пальмы находились в западной и юго-западной части Тихого океана, в Папуа — Новой Гвинее, Индонезии, Малайзии, Таиланде и на Филиппинах. В Новой Гвинее саго — важная пищевая культура, особенно в болотистых регионах.

## Производство
Саго производят из сердцевины пальмы, приготовившейся к цветению (что происходит примерно на 15 год жизни растения). Вес сердцевины составляет 68—74 % общего веса растения. Из одной пальмы получают в среднем 130—185 кг саго, что достаточно для прокорма семьи из 2—4 человек в течение 2—3 месяцев. Вес добытого из одной пальмы саго может доходить до 300—400 кг; встречаются также сообщения об урожайности до 800 кг влажного сырья с пальмы. Растение срубают, разделяют ствол на части, которые затем расщепляют вертикально и затем выдалбливают сердцевину мотыгами или граблями. Обычно это делается прямо в роще, чтобы избежать сложностей транспортировки огромных стволов. Полученная масса очищается от древесных волокон через сито и сушится на солнце, а жмых отдают домашним животным. Традиционный метод очистки даёт около килограмма саго в час. Современный фабричный метод отличается тем, что для него стволы переправляют на завод, где их обрабатывают машинами.

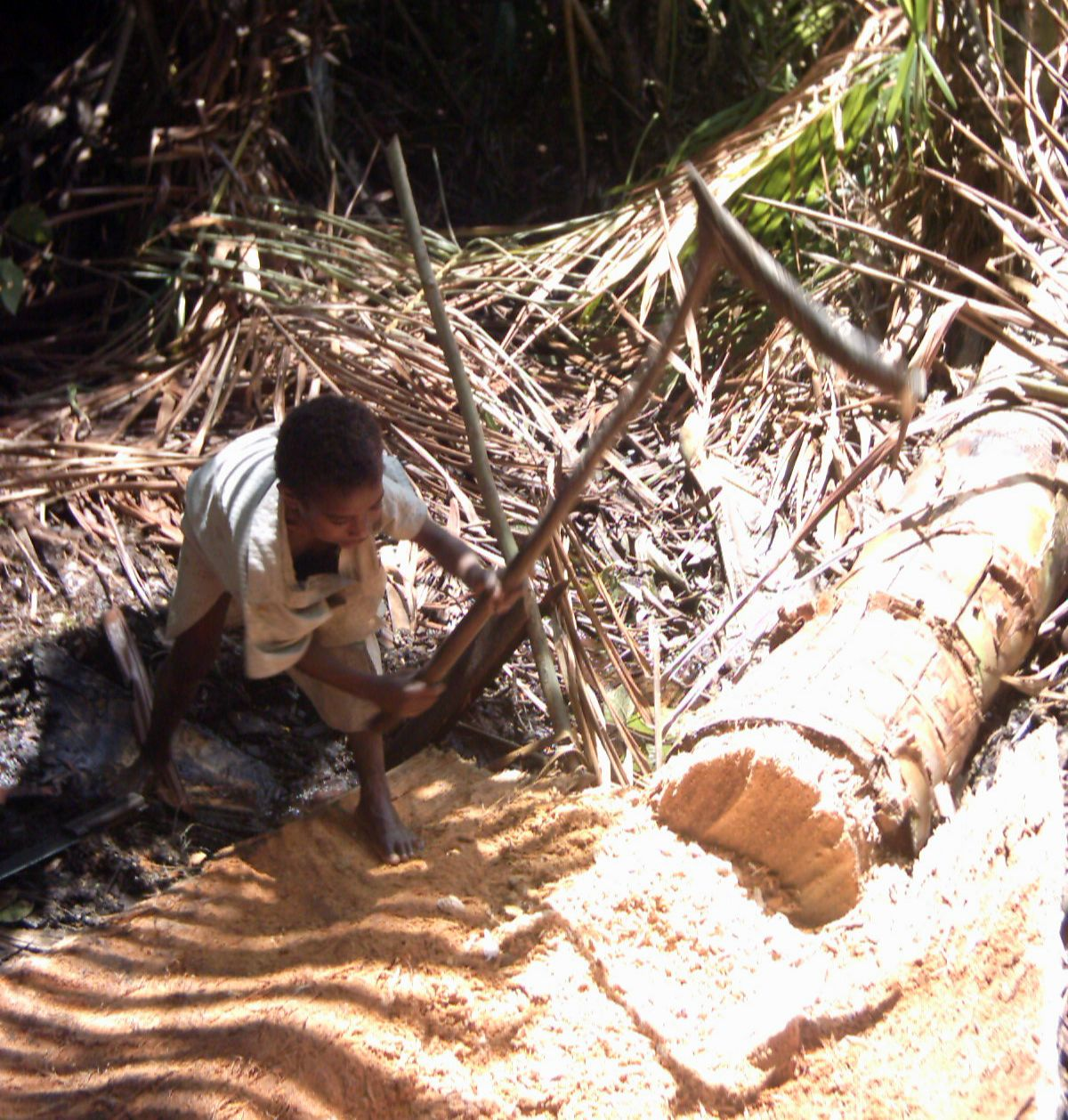
Получение сердцевины
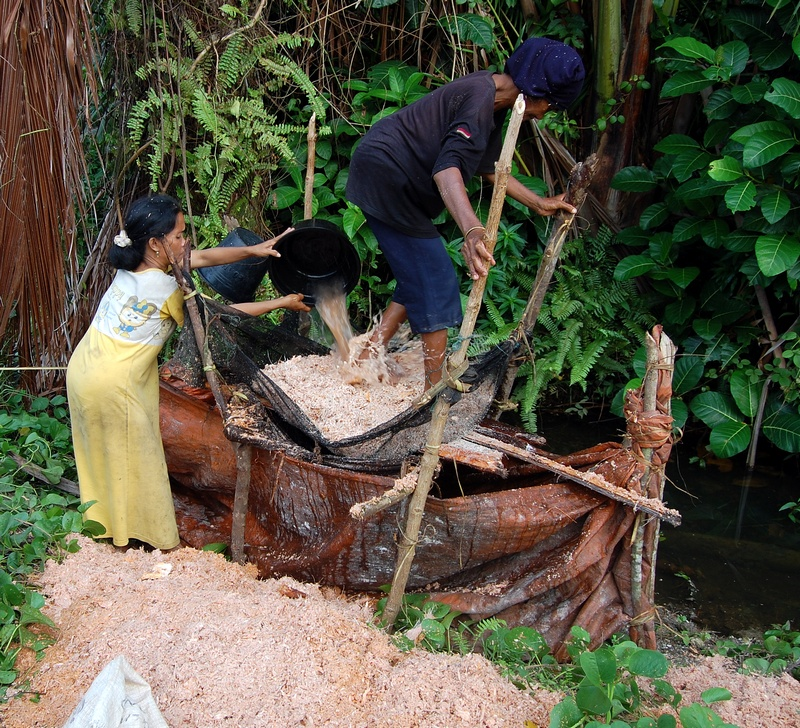
Просеивание через сито традиционным методом
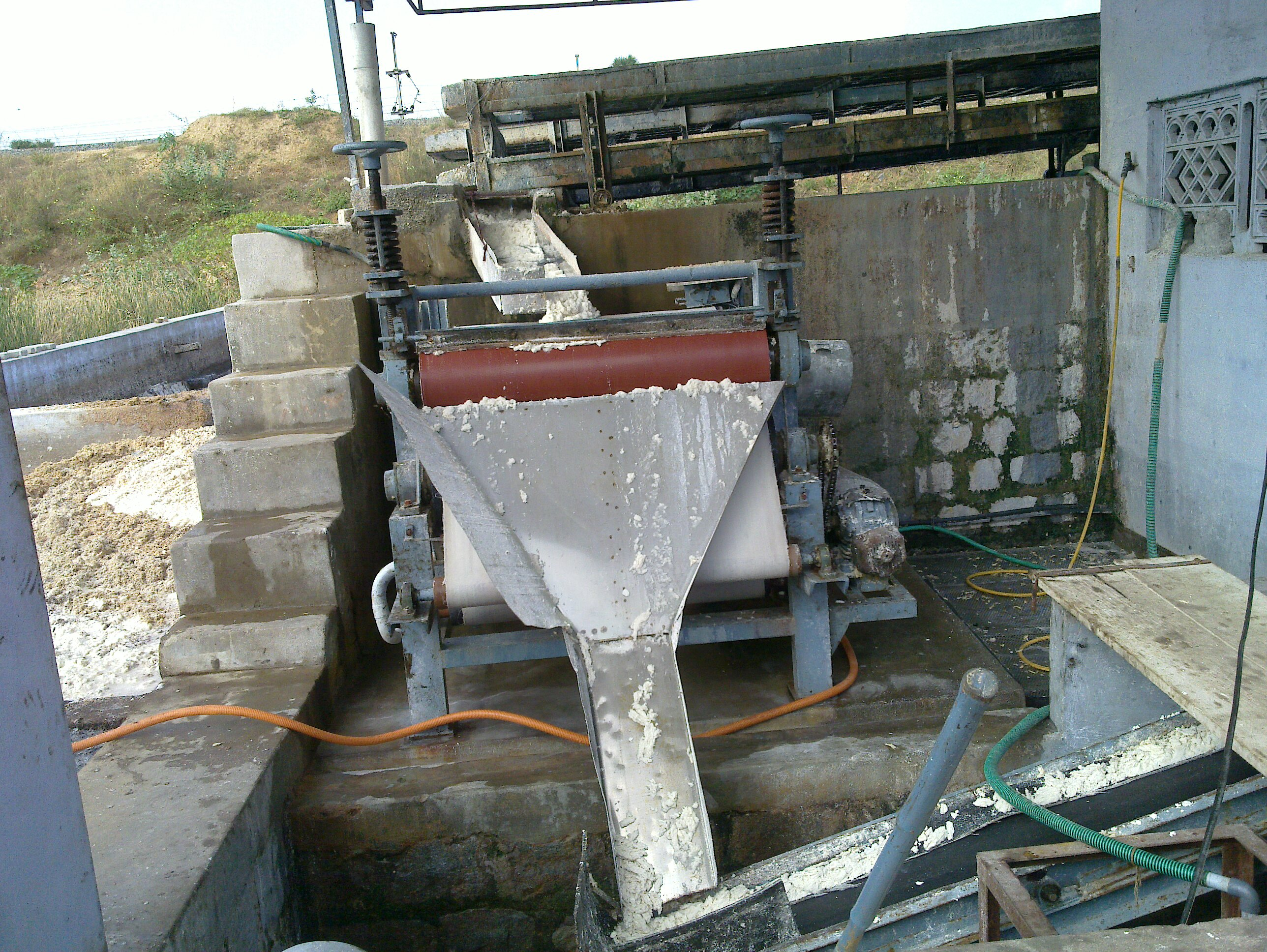
Машинная обработка саго
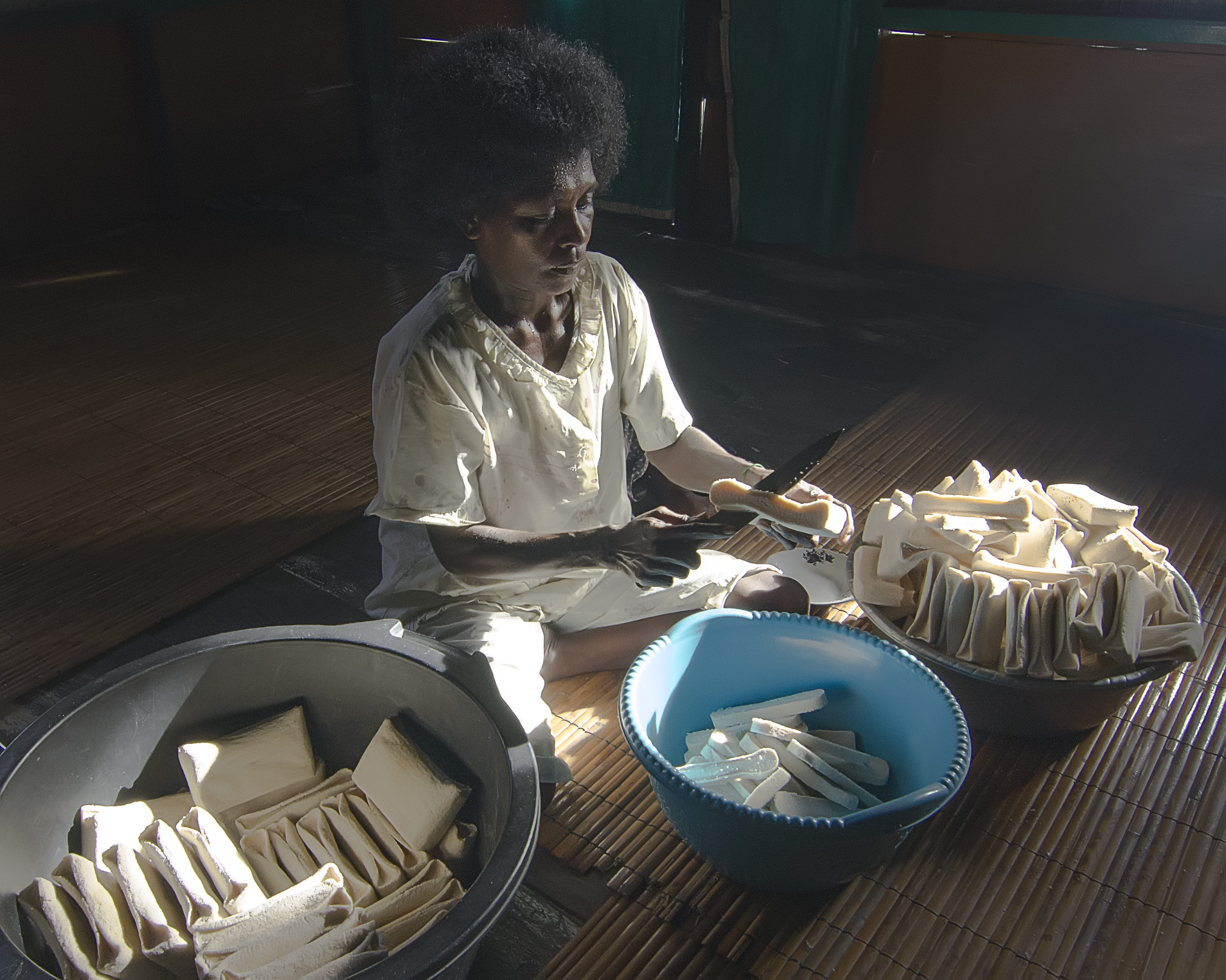
Брикеты саго

## Употребление в пищу
После сбора часть саго съедают на месте сырым или в лепёшках в смеси с кокосовой мякотью или бобовой мукой. Сухое саго быстро плесневеет и портится во влажном климате, поэтому вместо этого его обычно либо хранят в горшках покрытым водой, либо ферментируют. Другой способ хранения — сушка на огне или на солнце, что сохраняет его съедобным примерно на месяц.
В европейской кухне саго используется только как загуститель для соусов и пудингов, в то время как в Южной Индии, Юго-Восточной Азии, Африке, американских тропиках и Австралии путём отваривания саго производят тягучую пасту, которая впоследствии перерабатывается в лапшу или начиняется аналогично пельменям. В Малайзии, Сингапуре, Индонезии из саго готовят кашу папеду, лепёшки лемпенг, чипсы, сладости (из саго с кокосовым молоком делают блюда куэ серуту и хагия); добавляют его в запеканку отак-отак, фрикадельки пемпек и баксо; в кантонской кухне (в том числе в Гонконге) из саго варят десертный суп. Высушив на сковороде продавленное сквозь сито саго получают саговые шарики, очень близкие к тапиоковым, из которых затем производят пудинги.

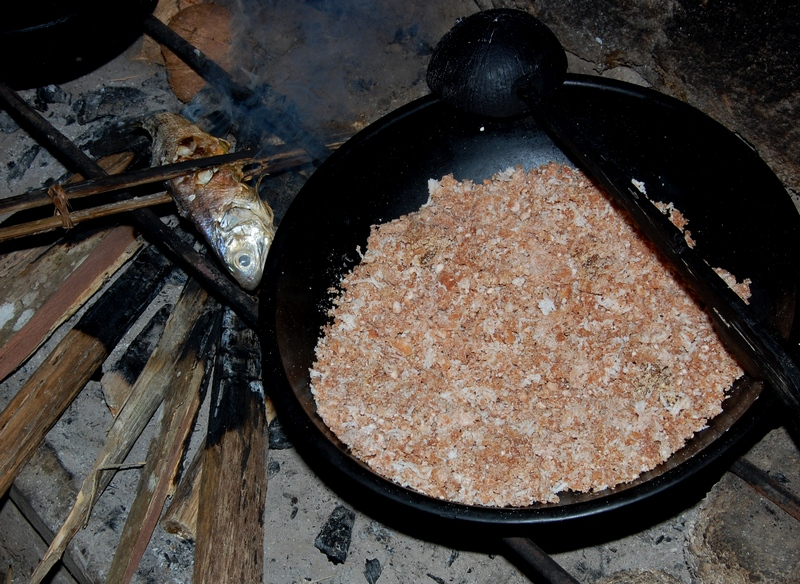
Приготовление саго в Индонезии
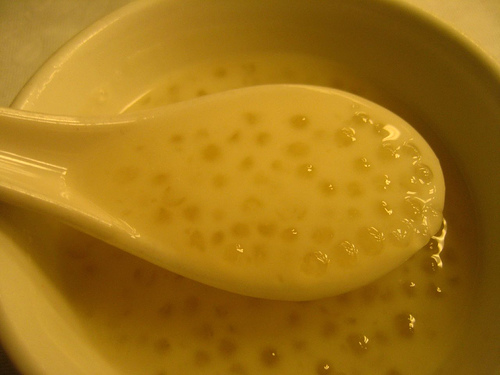
Саговый суп
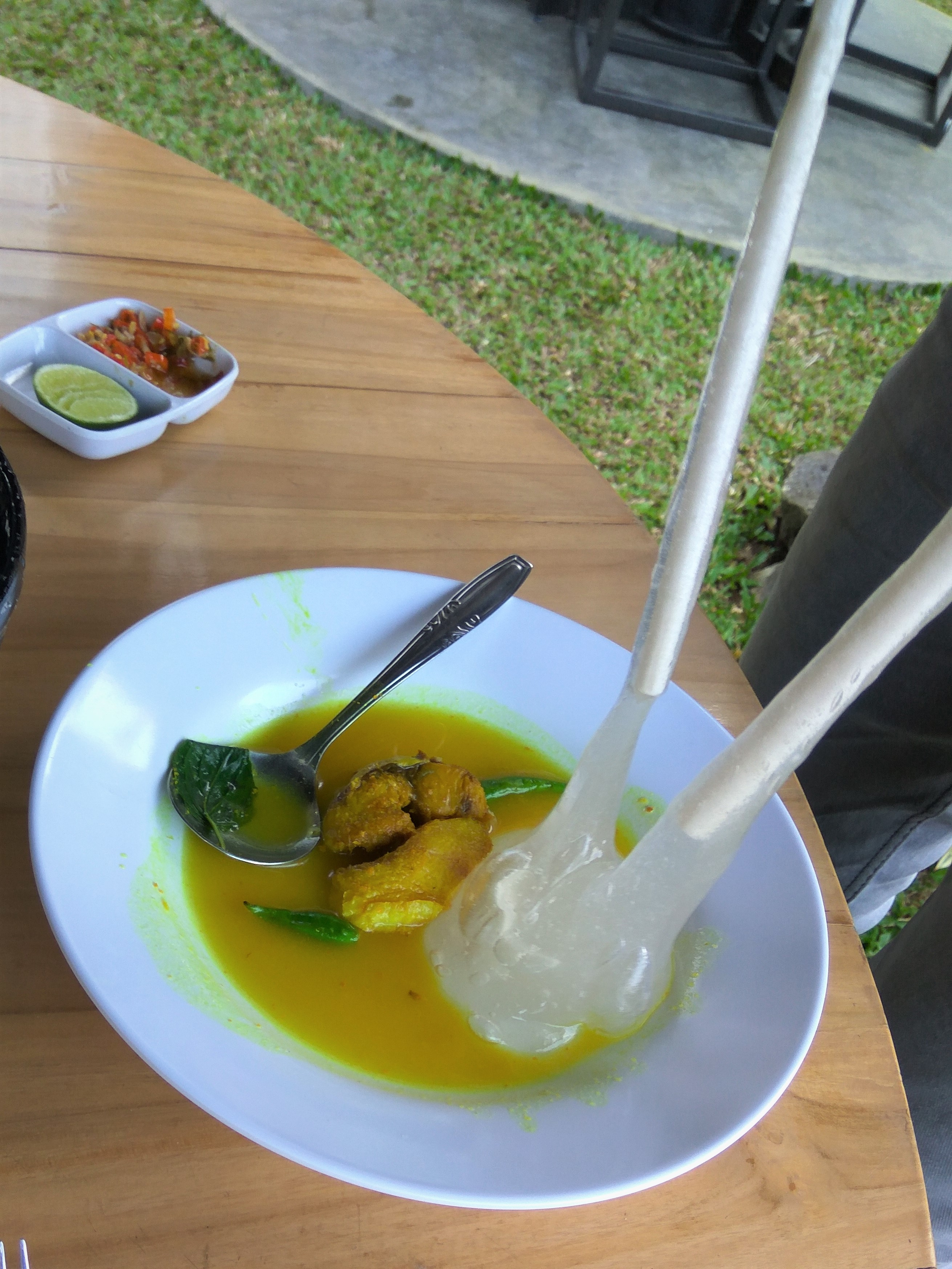
Папеда с рыбой
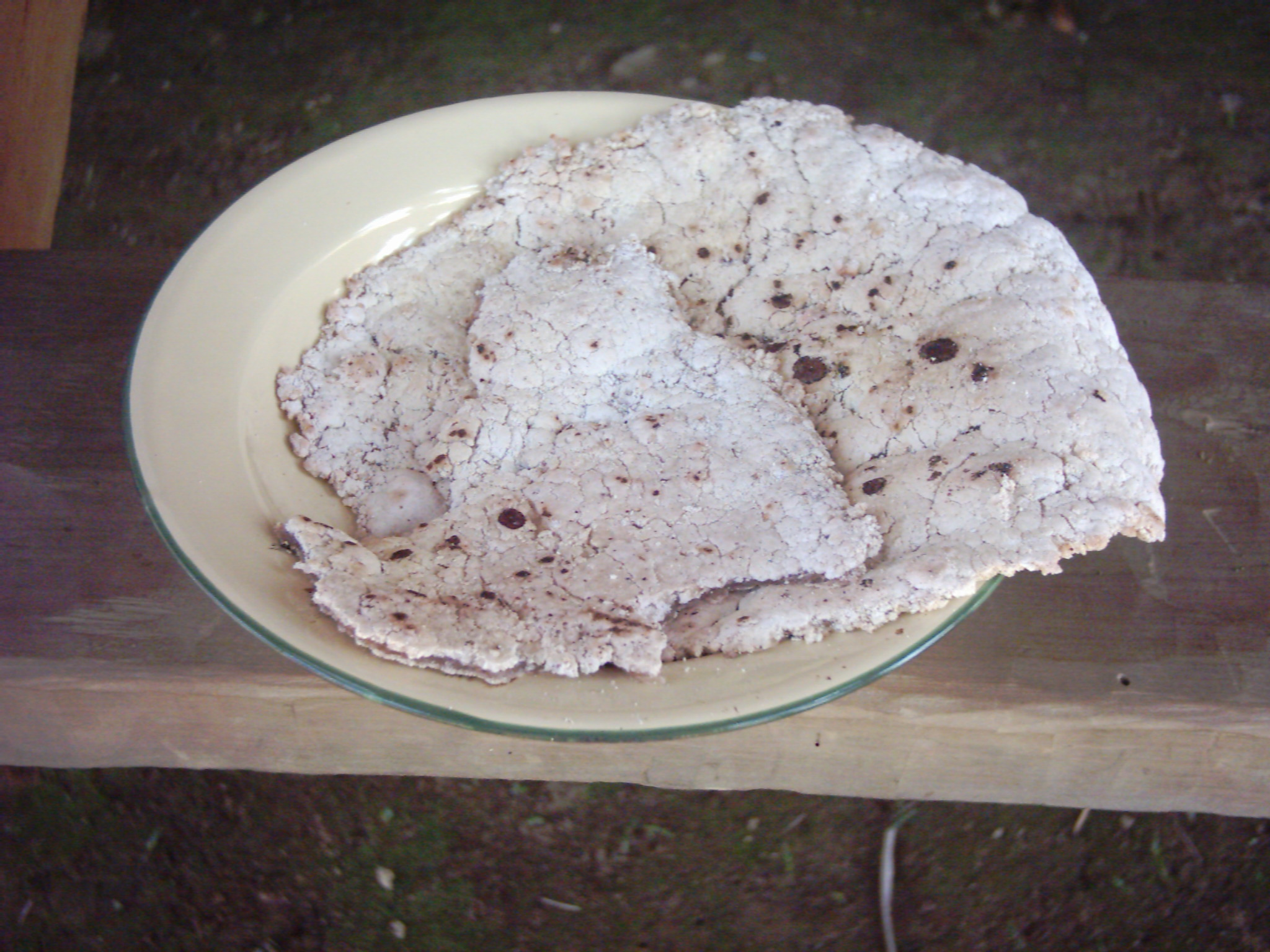
Лепёшка из саго
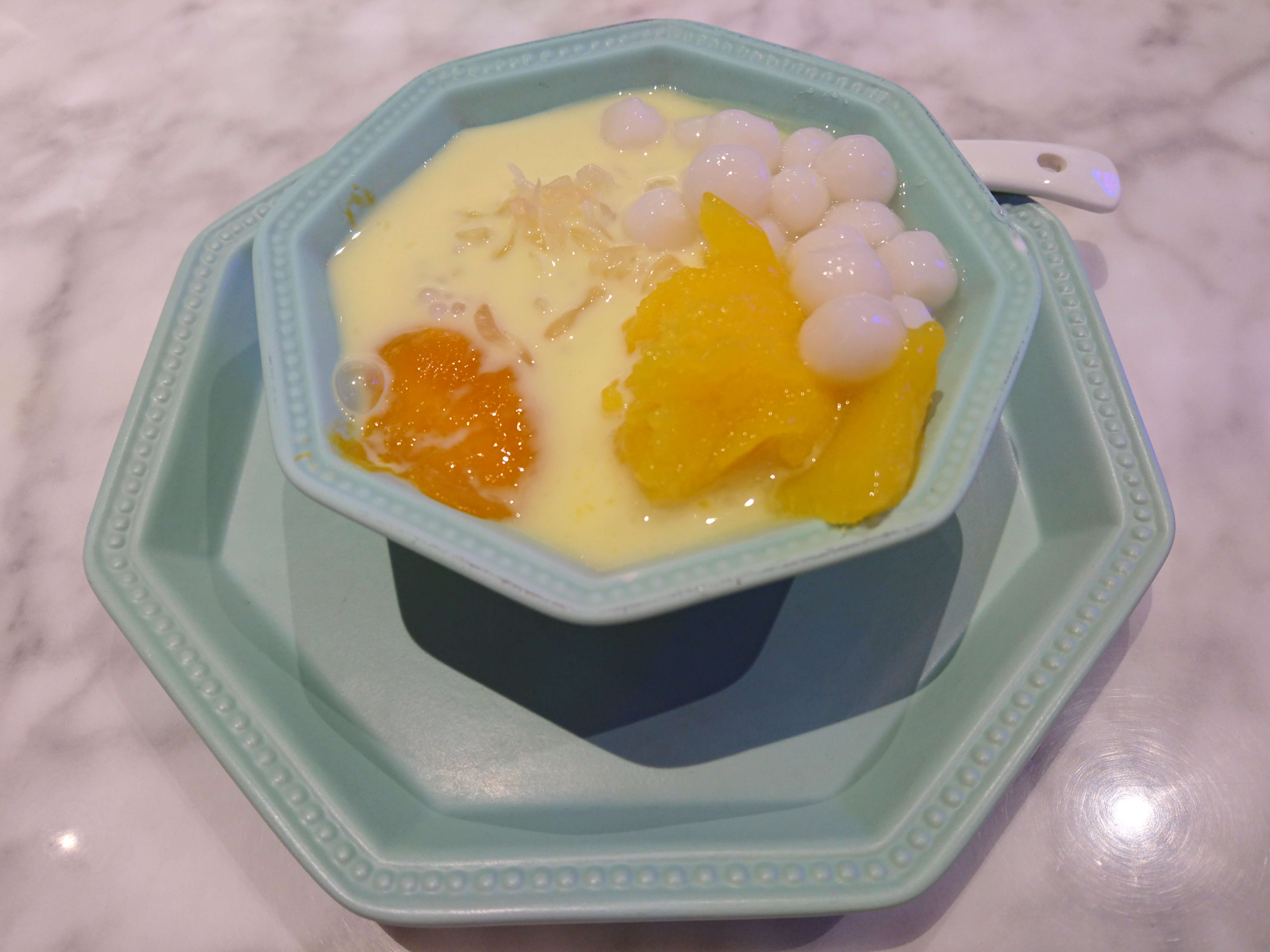
Гонконгский десерт «манго, помело и саго»

## Пищевая ценность
От 70 до 90 % пищевой ценности сырого саго — углеводы, в частности, 25—30 % веса сырого саго — крахмал. Вместе с этим, в мировом производстве крахмала саго занимает незначительную долю (около 1,5 % по состоянию на 1983 год). Помимо крахмала 0,3 % его пищевой ценности приходится на пищевые волокна, а 0,2 % — на белок; кроме этого, в саго содержится кальций, фосфор и железо. Чистое саго почти безвкусно и бедно белком, поэтому его едят с мясом или рыбой, а также добавляют в него различные приправы и добавки, такие как листовые овощи и орехи. Источником белка для употребляющих саго народов, проживающих вдали от воды, служат живущие в пальме личинки.

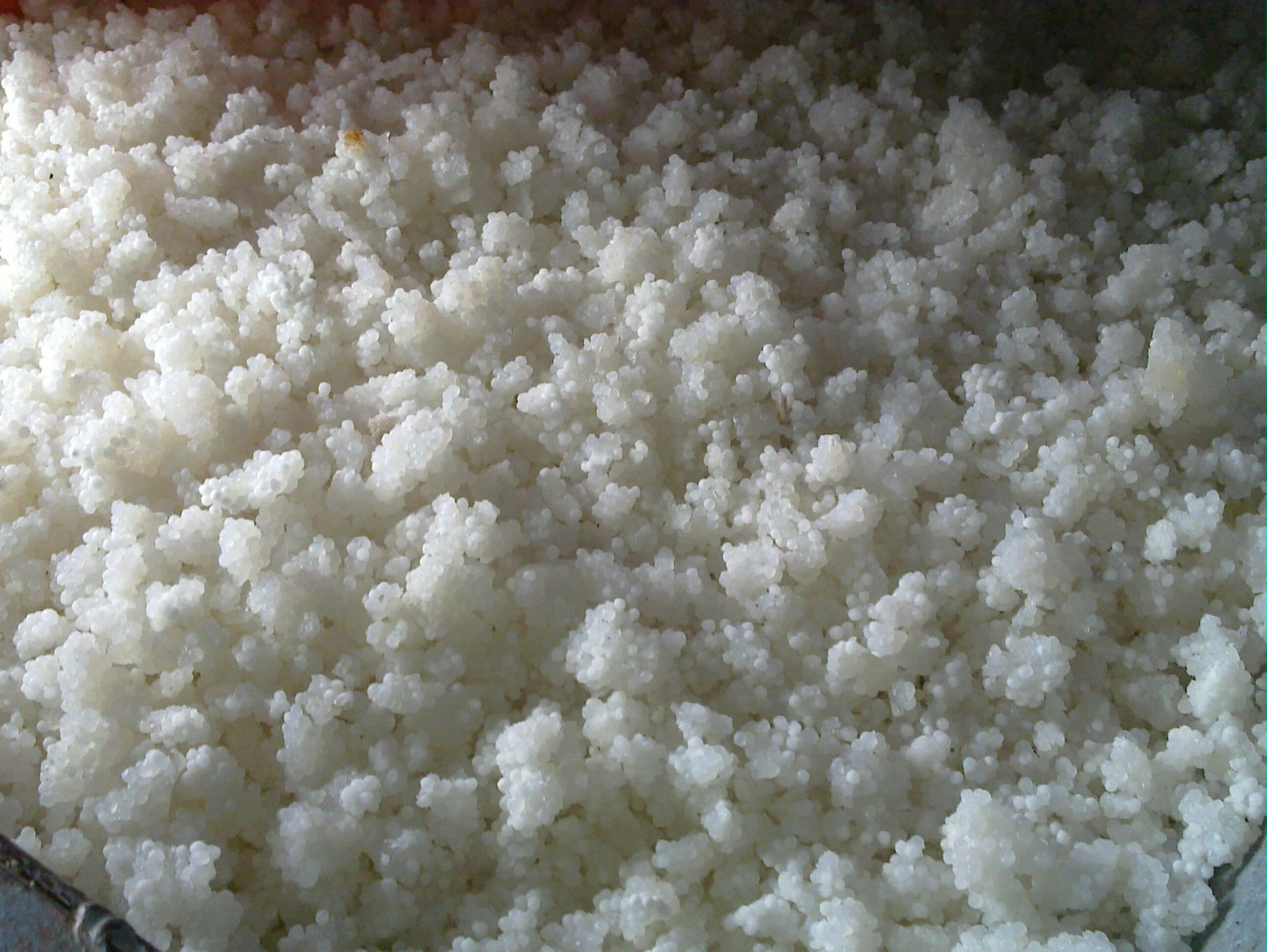
Гранулы саго
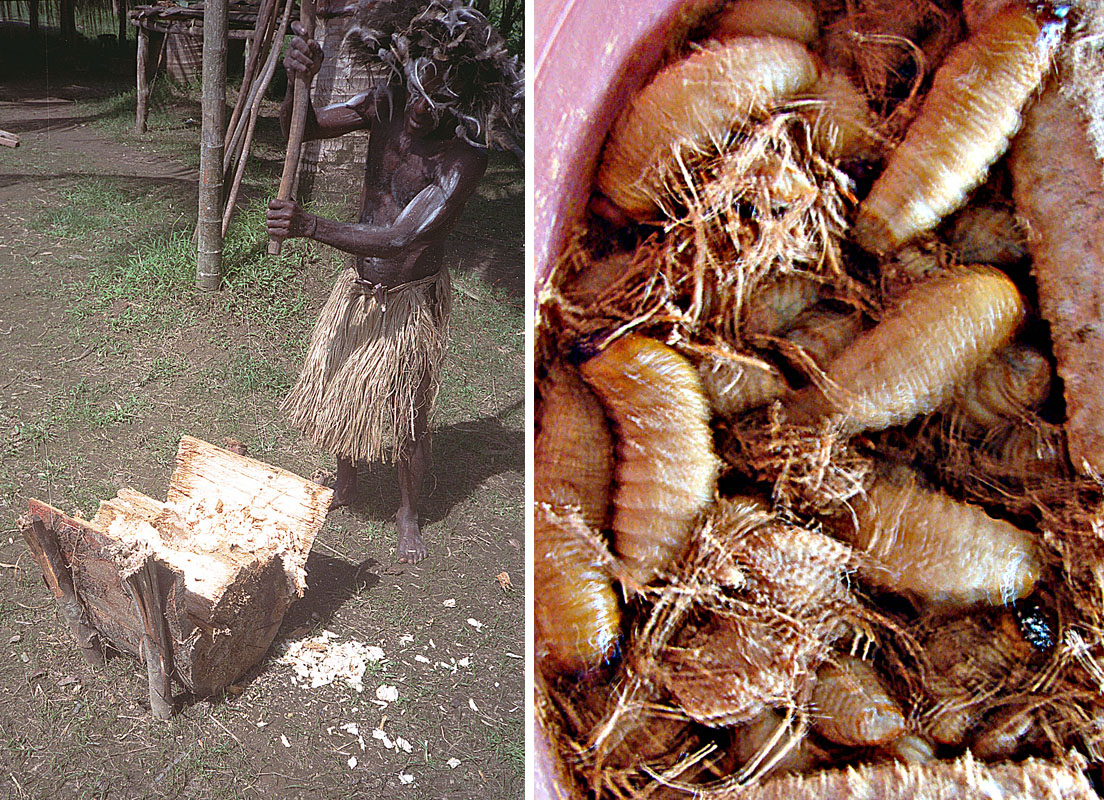
Обработка саго (слева). Личинки, живущие на пальме (справа)